# Щербаж
Щербаж — деревня в городском округе город Шахунья Нижегородской области. Население 156 (2010) человек

## Общая физико-географическая характеристика
Географическое положение
По автомобильным дорогам расстояние до областного центра города Нижнего Новгорода составляет 280 км, до административного центра города Шахунья — 13 км.
Часовой пояс
Щербаж, как и вся Нижегородская область, находится в часовой зоне МСК (московское время). Смещение применяемого времени относительно UTC составляет +3:00.

## История
До 1 ноября 2011 года входила в состав ныне упразднённого  Акатовского сельсовета.

## Население
| 1999 | 2002 | 2010 |
| ---- | ---- | ---- |
| 236  | ↘182 | ↘156 |

Национальный состав
Согласно результатам переписи 2002 года, в национальной структуре населения русские составляли 96% из 182 человек.